# Schwarzwaldhochstraße

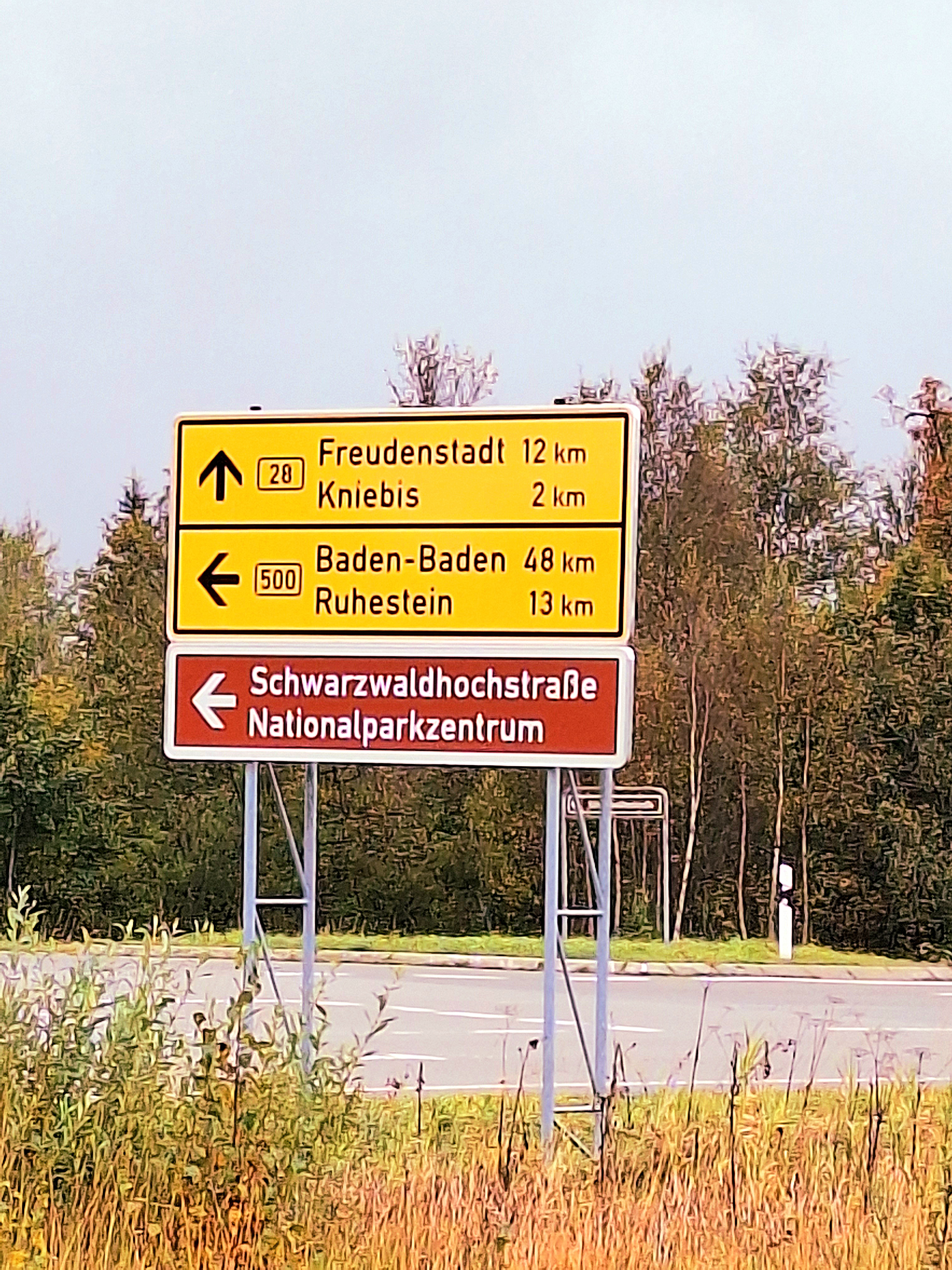

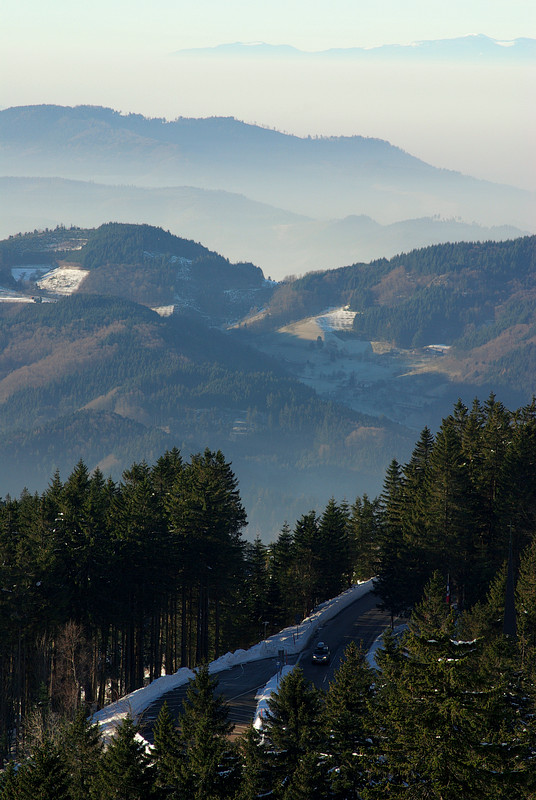

De Schwarzwaldhochstraße is een toeristische autoroute in Baden-Württemberg, Duitsland. De 60 kilometer lange bewegwijzerde route tussen Baden-Baden en Freudenstadt loopt door het Zwarte Woud (onder andere Ruhestein in Nationaal Park Schwarzwald) en maakt deel uit van de Bundesstrasse 500.